# Eskadrille 690
Eskadrille 690 er en eskadrille i Flyvevåbnet der har to primære funktioner; MEDEVAC og samt fungere som et Aeromedical Evacuation Control Center (AECC) der i en større operation har til opgave at prioritere og koordinere MEDEVACs blandt de deltagende enheder.
Eskadrillens chef har rang af major og har en civil uddannelse som overlæge mens resten af bemandingen består af fem fastansatte på Flyvestation Aalborg, to civile ambulancefører og 27 mand på rådighedskontrakt.
Tidligere hørte eskadrillen under Combat Support Wing, men blev 1. oktober 2009 overført til Air Transport Wing Aalborg.
Eskadrillen råder ikke over egne fly, men derimod over to sæt specialiserede containere samt to specialambulancer der kan læsses på Flyvevåbnets C-130J-30 Hercules transportfly. Hvert containersæt kan transportere op til 24 liggende intensivpatienter. I stedet for intensivcontainerne kan man ophænge op til 60 sygekøjer.
Eskadrillen kan operere overalt i verden, i 2011 evakuerede eskadrillen 50 sårede libyere samt et antal pårørende fra borgerkrigen i Libyen og i 2012 deltog man i en katastrofeøvelse i Grønland.

## Eksterne links
- Forsvaret.dk: Eskadrille 690 Arkiveret 29. august 2013 hos  Wayback Machine